# Palazzo Küçüksu
Il Palazzo Küçüksu (in turco Küçüksu Kasrı) è una residenza estiva ottomana di Istanbul in Turchia, situata nel distretto di Beykoz sulla sponda asiatica del Bosforo fra Anadoluhisarı ed il Ponte di Fatih Sultan Mehmet. Esso venne usato, per brevi soggiorni, dai sultani ottomani, come casino di caccia e residenza di campagna.

## Storia
Il palazzo venne commissionato dal sultano Abd-ul-Mejid I (1823–1861), su progetto degli architetti turco-armeni Garabet Amira Balyan e Nigoğayos Balyan (padre e figlio) in stile neo-barocco. Completato nel 1857, prese il posto di un palazzo a due piani in legno costruito durante il regno di Mahmud I (1696-1754) dal suo Gran Visir Divitdar Mehmed Pascià, poi utilizzato da Selim III (1761-1808) e Mahmud II (1785-1839).

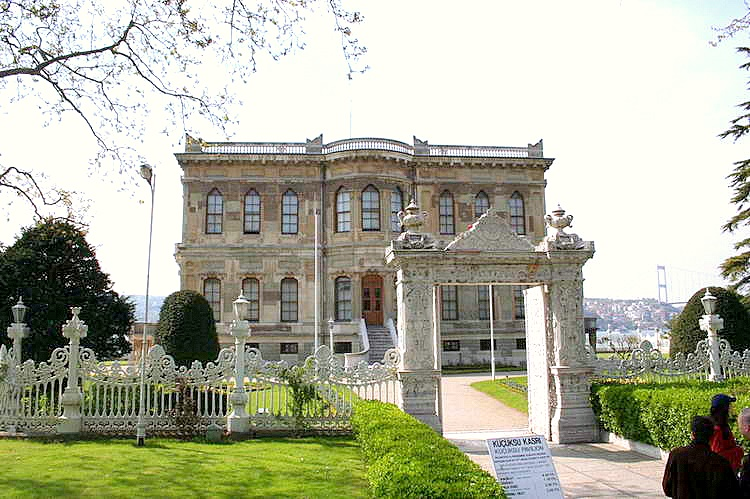
Ingresso al Palazzo dal lato terra.

L'edificio è costituito da due piani principali e un seminterrato su di un'area di 15 x 27 metri. A differenza di altri giardini di palazzi, con alte mura, il suo giardino è circondato da una cancellata in ghisa con un cancello su ciascuno dei quattro lati. Il piano interrato era utilizzato come cucina, dispensa e alloggi della servitù, con i piani superiori che riflettevano la struttura di una casa tradizionale turca – quattro camere angolari che circondano un atrio centrale. Le camere con vista sul Bosforo hanno due camini, mentre le altre ne hanno uno ciascuna, tutti realizzati in colorati marmi italiani. Le camere dispongono di lampadari in cristallo di Boemia, con tende, tessuti e tappeti di Hereke. Le sale e le camere presentano dipinti e altri oggetti d'arte. Charles Séchan, scenografo alla Wiener Staatsoper, venne incaricato della decorazione degli interni.
Durante il regno del sultano Abd-ul-Aziz (1830-1876), venne aggiunta alla facciata una decorazione più elaborata e vennero demoliti alcuni annessi al giardino. All'inizio dell'era repubblicana, il sito è stato utilizzato come foresteria di stato per alcuni anni. Dopo un accurato restauro nel 1944, il palazzo è stato aperto al pubblico come museo.
Il palazzo è visibile nel film di James Bond "The World Is Not Enough" ed è la dimora di una donna a Baku.